# Чемпіонат націй КОНКАКАФ 1981
Чемпіонат націй КОНКАКАФ 1981 (ісп. Campeonato de Naciones de CONCACAF 1981) — 8-й розіграш чемпіонату націй КОНКАКАФ, організований КОНКАКАФ, що відбувся з 1 по 22 листопада 1981 року у Гондурасі. Всі матчі були зіграні на стадіоні «Тібурсіо Каріас Андіно» у Тегусігальпі.
Гондурас виграв цей чемпіонат, вигравши свій перший титул і путівку на чемпіонат світу 1982 року, оскільки чемпіонат був поєднаний з відбірковим турніром до чемпіонату світу в північноамериканської континентальній зоні. КОНКАКАФ були виділені 2 путівки (з 24) у фінальний турнір. Цей турнір був відзначений несподіванкою: Мексика, один з грандів КОНКАКАФ, для виходу на «мундіаль» потребувала перемоги над Гондурасом у останній грі турніру, проте зіграла внічию 0-0, завдяки чому Сальвадор отримав путівку, посівши друге місце на Чемпіонаті націй. Сальвадор також став першою центральноамериканською командою, яка брала участь більш, ніж в одному чемпіонаті світу (пізніше цього домоглась Коста-Рика. Це був останній чемпіонат націй, що мав країну-господаря фінального турніру.

## Кваліфікація
15 країн КОНКАКАФ подали заявки на участь в чемпіонаті і були розділені на 3 зони за географічним принципом. По дві найкращі команди з кожної зони отримали право зіграти у вирішальному турнірі.

## Стадіон
| Тегусігальпа             |
| ------------------------ |
| «Тібурсіо Каріас Андіно» |
| Місткість: 35,000        |
|                          |

## Результати
| Місце | Команда   | О | М | В | Н | П | ГЗ | ГП | РГ |
| ----- | --------- | - | - | - | - | - | -- | -- | -- |
| 1     | Гондурас  | 8 | 5 | 3 | 2 | 0 | 8  | 1  | +7 |
| 2     | Сальвадор | 6 | 5 | 2 | 2 | 1 | 2  | 1  | +1 |
| 3     | Мексика   | 5 | 5 | 1 | 3 | 1 | 6  | 3  | +3 |
| 4     | Канада    | 5 | 5 | 1 | 3 | 1 | 6  | 6  | 0  |
| 5     | Куба      | 4 | 5 | 1 | 2 | 2 | 4  | 8  | −4 |
| 6     | Гаїті     | 2 | 5 | 0 | 2 | 3 | 2  | 9  | −7 |

Гондурас та Сальвадор кваліфікувались на чемпіонат світу 1982 року.
| 1 листопада 1981 |

| Мексика                                 | 4–0 | Куба |
| --------------------------------------- | --- | ---- |
| Кастро 18' У. Санчес 43', 50' Мансо 53' |     |      |

| «Тібурсіо Каріас Андіно», Тегусігальпа Арбітр: Ромуло Мендес (Гватемала) |

| 2 листопада 1981 |

| Канада        | 1–0 | Сальвадор |
| ------------- | --- | --------- |
| Стоянович 90' |     |           |

| «Тібурсіо Каріас Андіно», Тегусігальпа Арбітр: Пагано Трусіос (Перу) |

| 3 листопада 1981 |

| Гондурас                                  | 4–0 | Гаїті |
| ----------------------------------------- | --- | ----- |
| Буесо 35' Уркія 40' Лайнг 64' Фігероа 75' |     |       |

| «Тібурсіо Каріас Андіно», Тегусігальпа Арбітр: Арагао (Бразилія) |

| 6 листопада 1981 |

| Гаїті       | 1–1 | Канада        |
| ----------- | --- | ------------- |
| Romulus 34' |     | Стоянович 50' |

| «Тібурсіо Каріас Андіно», Тегусігальпа Арбітр: Грасіас Регаладо (Гватемала) |

| 6 листопада 1981 |

| Мексика | 0–1 | Сальвадор    |
| ------- | --- | ------------ |
|         |     | Ернандес 81' |

| «Тібурсіо Каріас Андіно», Тегусігальпа Арбітр: Арагао (Бразилія) |

| 8 листопада 1981 |

| Гондурас             | 2–0 | Куба |
| -------------------- | --- | ---- |
| Буесо 36' Костлі 69' |     |      |

| «Тібурсіо Каріас Андіно», Тегусігальпа Глядачів: 33,876 Арбітр: Луїс Пауліно Сілес (Коста-Рика) |

| 11 листопада 1981 |

| Сальвадор | 0–0 | Куба |
| --------- | --- | ---- |
|           |     |      |

| «Тібурсіо Каріас Андіно», Тегусігальпа Арбітр: Девід Соча (США) |

| 11 листопада 1981 |

| Мексика       | 1–1 | Гаїті    |
| ------------- | --- | -------- |
| У. Санчес 87' |     | Каде 47' |

| «Тібурсіо Каріас Андіно», Тегусігальпа Арбітр: Пагано Трусіос (Перу) |

| 12 листопада 1981 |

| Гондурас                  | 2–1 | Канада    |
| ------------------------- | --- | --------- |
| Кабальєро 12' Фігероа 40' |     | Брідж 19' |

| «Тібурсіо Каріас Андіно», Тегусігальпа Арбітр: Ромуло Мендес (Гватемала) |

| 15 листопада 1981 |

| Гаїті | 0–2 | Куба                      |
| ----- | --- | ------------------------- |
|       |     | Матьє 55' (аг) Нуньєс 90' |

| «Тібурсіо Каріас Андіно», Тегусігальпа Арбітр: Бейлхаут (Суринам) |

| 15 листопада 1981 |

| Мексика    | 1–1 | Канада    |
| ---------- | --- | --------- |
| Кастро 29' |     | Брідж 57' |

| «Тібурсіо Каріас Андіно», Тегусігальпа Арбітр: Девід Соча (США) |

| 16 листопада 1981 |

| Гондурас | 0–0 | Сальвадор |
| -------- | --- | --------- |
|          |     |           |

| «Тібурсіо Каріас Андіно», Тегусігальпа Арбітр: Луїс Пауліно Сілес (Коста-Рика) |

| 19 листопада 1981 |

| Гаїті | 0–1 | Сальвадор |
| ----- | --- | --------- |
|       |     | Уесо      |

| «Тібурсіо Каріас Андіно», Тегусігальпа Арбітр: Даунер (Тринідад і Тобаго) |

| 21 листопада 1981 |

| Куба                   | 2–2 | Канада                |
| ---------------------- | --- | --------------------- |
| Нуньєс 2' Родрігес 74' |     | Маклауд 48' Яруші 84' |

| «Тібурсіо Каріас Андіно», Тегусігальпа Арбітр: Пагано Трусіос (Перу) |

| 22 листопада 1981 |

| Гондурас | 0–0 | Мексика |
| -------- | --- | ------- |
|          |     |         |

| «Тібурсіо Каріас Андіно», Тегусігальпа Арбітр: Девід Соча (США) |

| Чемпіон націй КОНКАКАФ 1982 |
| --------------------------- |
| Гондурас 1-й титул          |

## Найкращі бомбардири
3 голи
- Уго Санчес

2 голи
- Іан Брідж
- Майк Стоянович
- Нуньєс
- Давід Буесо
- Хосе Роберто Фігероа